# Simone Mastaguerra
Simone Mastaguerra, o Mestaguerra (... – 1257), è stato un nobile italiano e, sia pure per breve tempo, signore della città di Forlì.

## Biografia
Appare, nelle cronache e nelle storie della città di Forlì come personaggio molto discusso, presentato a volte come tiranno a volte come campione della libertà, a seconda della parte di chi scrive.
Si ritiene probabile che il Mastaguerra sia riuscito a interporsi fra guelfi e ghibellini, prevalendo ora sull'uno e ora sull'altro partito, fino a impadronirsi della città su cui impose la propria signoria, quasi indiscussa, se si dà credito alle memorie dell'astronomo e astrologo Guido Bonatti, che afferma di essere stato l'unico che abbia osato opporsi al Mastaguerra.
Infine, come narra Leone Cobelli nelle sue "Cronache", nel 1257, il "tiranno" fu ucciso e fu proclamata una repubblica libera.